# Aurèle Vandendriessche
Aurèle Vandendriessche (Anzegem, 4 de julio de 1932-Waregem, 17 de octubre de 2023) fue un atleta belga especializado en la prueba de maratón, en la que consiguió ser subcampeón europeo en 1966.

## Carrera deportiva
En el Campeonato Europeo de Atletismo de 1966 ganó la medalla de plata en la carrera de maratón, recorriendo los 42,195 km en un tiempo de 2:21:43 segundos, llegando a meta tras el británico James Hogan y por delante del húngaro Gyula Tóth.